# Hallamölla

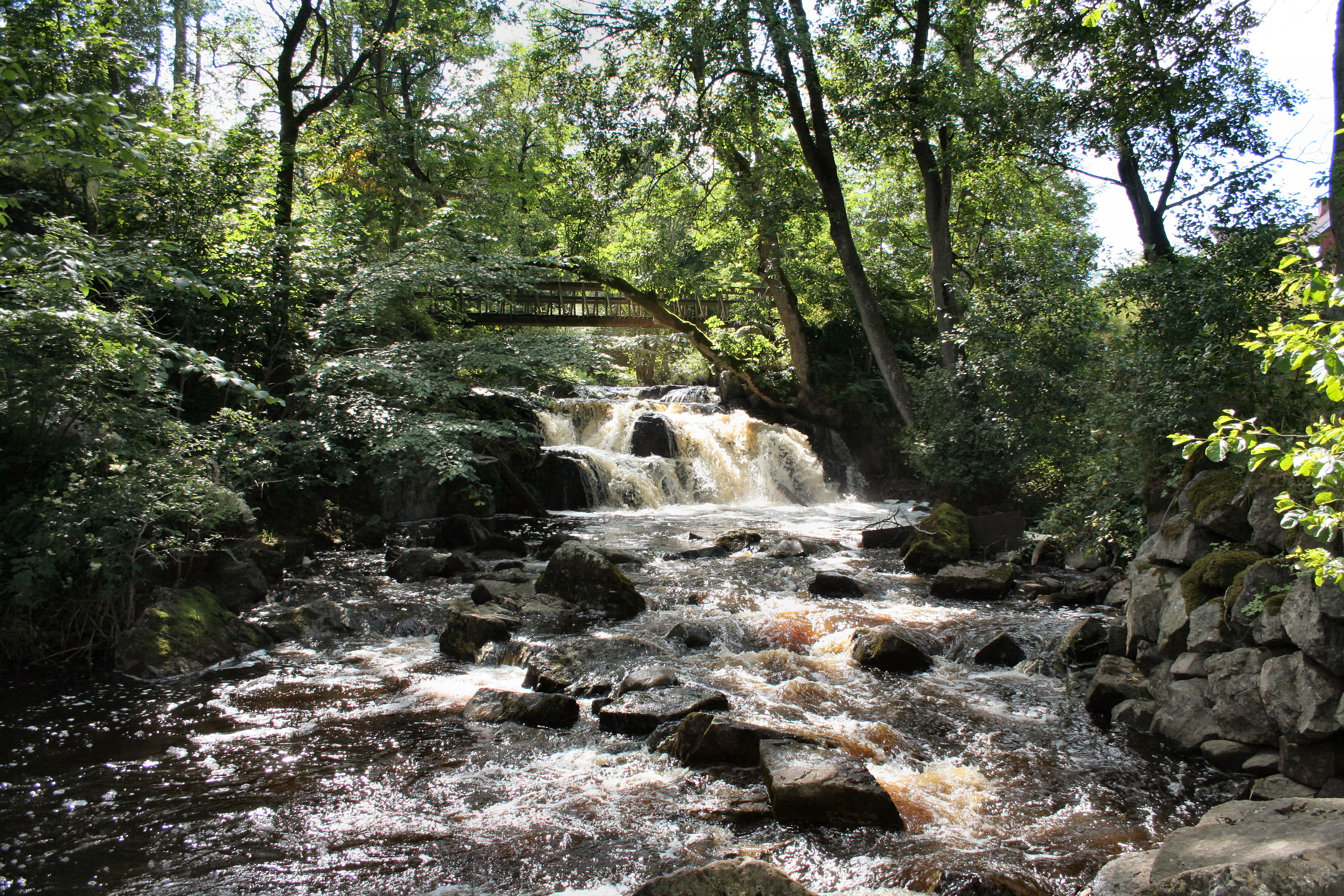
Wasserfall an der Hallamölla-Mühle

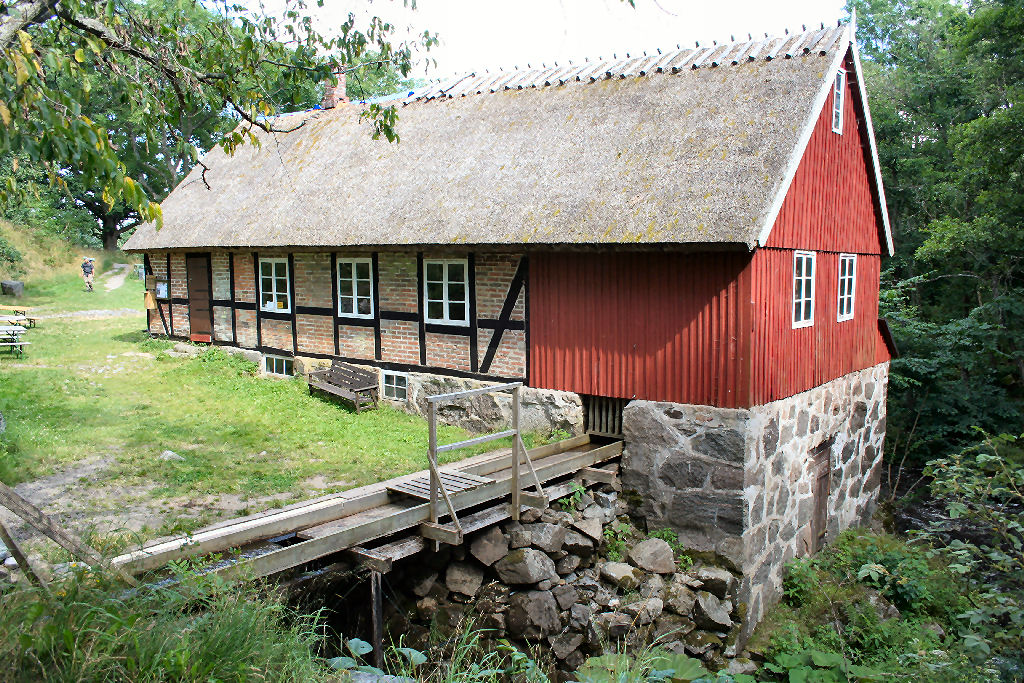
Die Hallamölla-Mühle

Der Hallamölla ist der höchste Wasserfall in der südschwedischen Provinz Skåne län und der historischen Provinz Schonen mit einer Fallhöhe von insgesamt 23 Metern.
Der Wasserfall liegt am naturgeschützten Fluss Verkeån in der Gemeinde Tomelilla etwa 6 km westsüdwestlich von Brösarp und etwa 2,5 km nordwestlich von Eljaröd. Wie auch der Wasserfall Forsakar, etwa 20 Kilometer nördlich von Hallamölla, liegt er auf der östlichen Seite des Gebirgskamms Linderödsåsen.
Der Wasserfall wurde seit dem 15. Jahrhundert bis Ende 1948 wirtschaftlich durch eine Wassermühle genutzt, die auch den Namen für den Wasserfall gab. Hall ist hier ein altes Wort für nackten Felsen. Mölla/mølle bedeutet „Mühle“ (auf Dänisch).